# Katharina Zitelmann
Katharina Zitelmann (* 26. Dezember 1844 in Stettin; † 4. Februar 1926 in Berlin) war eine deutsche Schriftstellerin. Sie schrieb auch unter dem Pseudonym K. Rinhart. 

## Leben
Katharina Zitelmann stammt aus einer Stettiner Juristenfamilie, die mehrere Schriftsteller hervorgebracht hat. Ihr Vater Otto Konrad Zitelmann (1814–1889) war Geheimer Regierungsrat, daneben aber auch schriftstellerisch tätig. Ihr jüngerer Bruder Ernst Zitelmann (1852–1923) wurde Professor in Bonn, veröffentlichte daneben aber Gedichte. Ihr Vetter Ernst Otto Zitelmann (1854–1897), bekannt unter seinem Schriftstellernamen Konrad Telmann, lebte seit 1891 in Rom, wo er sich ganz der Schriftstellerei widmete. 

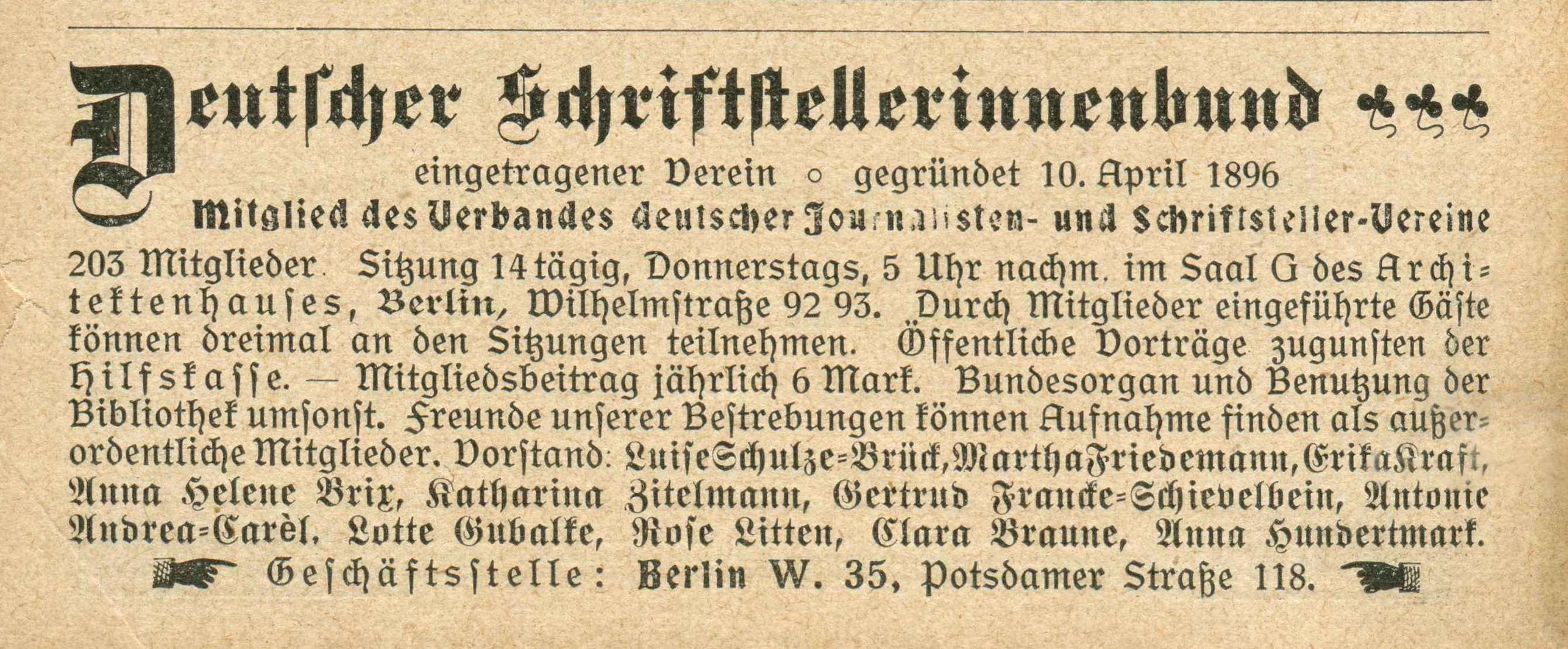
Inserat des Schriftstellerinnen-Bundes 1897

Katharina Zitelmann besuchte von 1855 bis 1860 die höhere Töchterschule in ihrer Heimatstadt Stettin. Sie blieb unverheiratet und führte ihrem Vater bis zu seinem Tod 1889 den Haushalt. In dieser Zeit veröffentlichte sie von Stettin aus ihre ersten Werke, 1873 eine Novelle im Unterhaltungsblatt Über Land und Meer und 1884 ihre Novellensammlung Was wird sie thun. 
Nach dem Tod ihres Vaters verließ sie Stettin und unternahm Fernreisen nach Ägypten, Indien, China, Japan und Amerika, deren Eindrücke sie in ihrem Werk verarbeitete. Ab 1895 lebte sie in Berlin, unternahm aber bis 1908 weiterhin lange Reisen. Sie war von 1908 bis 1918 Vorsitzende des Deutschen Schriftstellerinnenbundes. Sozialreformerisch betätigte sie sich als Vorstandsmitglied im Bund Deutscher Bodenreformer von 1908 bis zu ihrem Tod. Sie war auch Mitglied im 1914 gegründeten Pommernbund zur Förderung heimatlicher Kunst und Art. 

## Werke (Auswahl)
- Was wird sie thun. 1884.
- Ein Adoptivkind. Die Geschichte eines Japaners. Engelhorn, Stuttgart 1916.
- Als die Welt noch offen war. Studien und Skizzen aus den Ländern des Ostens. Verein der Bücherfreunde, Berlin 1916.
- Die schwedische Gräfin und andere Novellen. Reclams Universal-Bibliothek, Nr. 6049. Reclam, Leipzig 1919.